# Протуберанс
Протуберансите са проява на слънчевата активност и са най-големите образувания в слънчевата атмосфера. Те представляват относително студени и плътни плазмени образувания в горещата и силно разредена слънчева корона. Докато короната е съставена от изключително гореща плазма, която не излъчва видима светлина, протуберансите съдържат по-хладна плазма, чийто състав е подобен на този в хромосферата. Плазмата на протуберанса обикновено е стотици пъти по-сияйна и по-плътна от плазмата на короната.
Протуберанс може да се образува за ден и може да се задържи в короната в продължение на седмици или месеци, отскачайки на стотици хиляди километри в околния космос. Някои протуберанси се разкъсват и могат да породят коронално изхвърляне на маса. Учените все още изследват как и защо се образуват протуберанси.
Червеният материал, който се изхвърля, е плазма, горещ газ, съставен от електрически зареден водород и хелий. Плазмата на протуберанса лети по посока на заплетената и усукана структура от магнитни полета на Слънцето. Обикновено протуберансът се разпростира на хиляди километри, като най-големият наблюдаван е достигал дължина над 800 000 km (грубо половината слънчев радиус).
Първото подробно описание на слънчев протуберанс датира от 14 век и описва слънчевото затъмнение от 1 май 1185 г.